# 中駿集團
中駿集團控股有限公司（港交所：01966）是一家投資控股公司，主要在中國從事物業發展、物業投資及物業管理業務。公司總部設於福建廈門。
中駿集團主要業務是發展住宅及商業物業，項目主要分佈於海峽西岸經濟區、環渤海經濟區、長江三角洲經濟區及 珠江三角洲經濟區。
中駿集團於2010年於香港進行公開招股，招股價介乎2.6至3.3港元，最多集資19.8億元，並於2月5日上市。 中駿置業於2月5日首日掛牌，收市報2.72元，較招股價每股2.6元，上升4.62%。

## 外部連結
- 中駿置業公司官方網站（页面存档备份，存于）
- 中駿置業招股文件（页面存档备份，存于）